# Верхняя Сочь
Верхняя Сочь — река в России, протекает по территории округа Вуктыл и Троицко-Печорского района Республики Коми. Устье реки находится в 148 км по левому берегу реки Когель. Длина реки составляет 22 км.
Исток реки в болотах в 67 км к юго-востоку от Вуктыла. Река течёт на северо-запад, всё течение проходит в ненаселённой, холмистой тайге. Большая часть течения проходит по Троицко-Печорскому району, в низовьях перетекает в округ Вуктыл. Впадает в Когель в 58 км к юго-востоку от Вуктыла.

## Данные водного реестра
По данным государственного водного реестра России относится к Двинско-Печорскому бассейновому округу, водохозяйственный участок реки — Печора от истока до водомерного поста у посёлка Шердино, речной подбассейн реки — Бассейны притоков Печоры до впадения Усы. Речной бассейн реки — Печора.
Код объекта в государственном водном реестре — 03050100112103000059225.